# Hafedh Makni
Hafedh Makni (arabe : حافظ مقني), né le 16 août 1963 à Sfax, est un violoniste et chef d'orchestre tunisien.

## Biographie
Il commence ses études de violon à l'âge de sept ans au Conservatoire national de musique de Tunis. Il obtient un diplôme de musique arabe, un premier prix de violon, une maîtrise en musique de l'Institut supérieur de musique de Tunis et un doctorat en musicologie de l'université Paris-Sorbonne,.
Membre de l'Orchestre symphonique tunisien de 1979 à 1986, il fonde l'Orchestre de chambre de Tunis et l'Orchestre symphonique scolaire et universitaire en 1989, avec lequel il donne des concerts en Tunisie, en France, en Espagne, en Tchéquie ou encore en Chine. Il assume par ailleurs une carrière d'enseignant dans des lycées secondaires et d'enseignant chercheur à l'université de La Manouba.
En juillet 2012, il devient directeur et chef de l'Orchestre symphonique tunisien. Il quitte ses fonctions en juin 2018 après des désaccords avec le ministère des Affaires culturelles. Le 17 septembre, il annonce la création du Carthage Symphony Orchestra.